# Alcis amabilis
Alcis amabilis là một loài bướm đêm trong họ Geometridae.